# Municipio de Edgar (Nebraska)
Edgar es una ciudad ubicada en el condado de Clay en el estado estadounidense de Nebraska. En el Censo de 2010 tenía una población de 498 habitantes y una densidad poblacional de 243,39 personas por km².

## Geografía
Edgar se encuentra ubicada en las coordenadas 40°22′6″N 97°58′16″O / 40.36833, -97.97111. Según la Oficina del Censo de los Estados Unidos, Edgar tiene una superficie total de 2.05 km², de la cual 2,05 km² corresponden a tierra firme y (0 %) 0 km² es agua.

## Demografía
Según el censo de 2010, había 498 personas residiendo en Edgar. La densidad de población era de 243,39 hab./km². De los 498 habitantes, Edgar estaba compuesto por el 97,59 % blancos, el 0,2 % eran amerindios, el 1,41 % eran de otras razas y el 0,8 % eran de una mezcla de razas. Del total de la población el 2,61 % eran hispanos o latinos de cualquier raza.